# Rafael Araújo
Rafael Rodrigues de Araújo (ur. 13 czerwca 1991 w Umuaramie) – brazylijski siatkarz, grający na pozycji atakującego.

## Sukcesy klubowe
Mistrzostwo Brazylii:
- 2010
- 2015

Klubowe Mistrzostwa Ameryki Południowej:
- 2010

Puchar Challenge:
- 2022[5]

## Sukcesy reprezentacyjne
Mistrzostwa Ameryki Południowej Juniorów:
- 2010

Mistrzostwa Świata U-23:
- 2013

Liga Światowa:
- 2014

Igrzyska Panamerykańskie:
- 2015